# Kapiton Stepanowitsch Pawlow

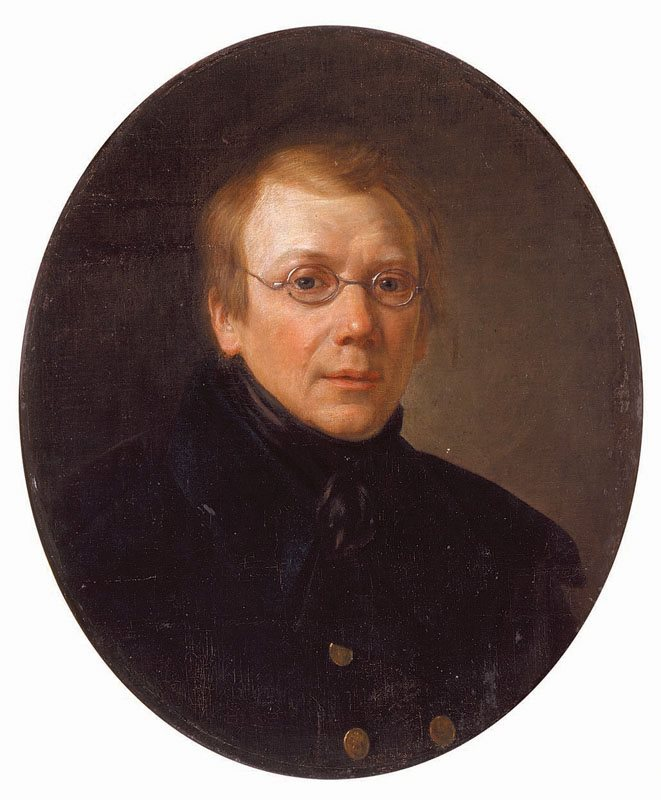
Selbstbildnis; 1830

Kapiton Stepanowitsch Pawlow (russisch Капитон Степанович Павлов, ukrainisch Капітон Степанович Павлов Kapiton Stepanowytsch Pawlow; * 1792 in Reval, Gouvernement Estland, Russisches Kaiserreich; † 20. Dezember 1851jul. / 1. Januar 1852greg. in Kiew, Gouvernement Kiew, Russisches Kaiserreich) war ein russisch-ukrainischer Porträt-, Landschafts- und Genremaler sowie Hochschullehrer.

## Leben
Kapiton Pawlow kam in Reval, dem heute estnischen Tallinn als Sohn eines beamteten Hafenoffiziers zur Welt. Im Alter von acht Jahren wurde er als Schüler an der Kaiserlichen Akademie der Künste in Sankt Petersburg angenommen, an der er von 1800 bis 1815 studierte und schließlich den Titel eines freien Künstlers verliehen bekam.
1820 ging Pawlow in die Ukraine und lehrte dort bis 1839 am Gymnasium in Nischyn, wo er unter anderem Nikolai Gogol, die Brüder Mykola (Микола Павлович Гребінка) und Jewhen Hrebinka, Apollon Mokrizki und Oleksandr Afanassjew-Tschuschbynskyj unterrichtete.
Von 1839 bis 1846 war er Professor an der Sankt-Wladimir-Universität in Kiew. Seine Kiewer Zeit nutze er zur Erweiterung und Verbesserung der Universitätssammlung. So kaufte er lokalen Philanthropen Gemälde ab, die er selbst restaurierte und regte darüber hinaus den Kauf berühmter Gemälde ausländischer Künstler an. 1843 war Pawlow Mitglied der Kommission, die die Monographie der Himmelfahrtskirche des Kiewer Höhlenklosters studierte. Während seines Aufenthalts in Kiew heiratete er Kateryna Jarowoj und wurde in Folge Vater von sechs Kindern. Im Oktober 1846 beantragte Pawlow die Freistellung vom Lehrdienst. Unter den Kandidaten für den nun vakanten Posten waren die Künstler Paul Schleifer, Napoleon Bujalskyj (Наполеон Миколайович Буяльський), Iossif Gaberzettel (Иосиф Иванович Габерцеттель) und Taras Schewtschenko, der sich 1846 in Kiew aufhielt. Nach seiner Pensionierung verlegte Pawlow seinen Lebensmittelpunkt zurück nach Nischyn. Er starb am 1. Januar 1852 in Kiew.
Pawlow war ein persönlicher Bekannter des berühmten ukrainischen Lyrikers und Malers Taras Schewtschenko, der Pawlow, in der von ihm im Sommer 1855 in russischer Sprache geschriebenen Geschichte „Zwillinge“ (russisch: Близнецы Blisnezy), als „einen guten Künstler und eine freundliche Person“ beschrieb. Des Weiteren war er ein Freund des Historikers Dmitro Bantisch-Kamenski (Дмитро Миколайович Бантиш-Каменський), des Komponistes M. Ju. Wijelhorsky (М. Ю. Вієльгорськи) und vieler weiterer kultureller Persönlichkeiten.

## Werk

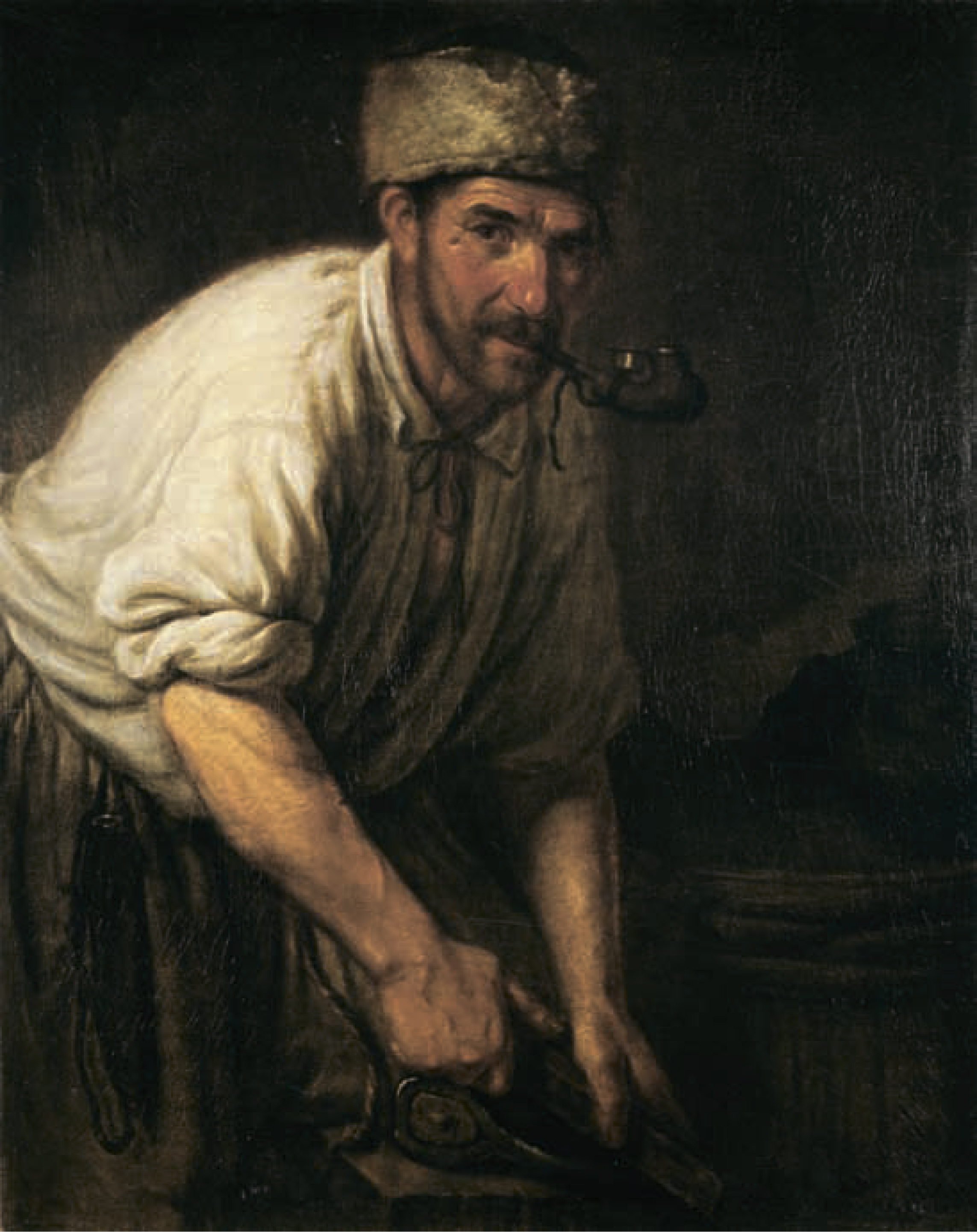
„Tischler“ von Kapiton Pawlow 1838; Russisches Museum, Sankt Petersburg

Kapiton Pawlow war einer der ersten Künstler in der Ukraine, die in ihren Gemälden das Leben der einfachen Leute darstellten. Seine Bilder zeugen von der Anziehungskraft des Künstlers auf die Reproduktion realer Szenen aus dem Leben gewöhnlicher Menschen. Für seine Porträts ist die Poesie der Umwelt der menschlichen Existenz charakteristisch. Ein besonderer Platz in seiner Arbeit gehörte den Kinderporträts, in denen sich, nach Meinung der Kritiker, das sentimentale und poetische Temperament der ukrainischen Seele widerspiegelt.
Porträts
- „Porträt von David Gorlenko“, 1835; Kunstmuseum der Oblast Tschernihiw, Tschernihiw[2]
- „Selbstporträt“, 1830er Jahre; Kiewer Museum für ukrainische Kunst[1]
- Porträt des Mitschman G. Tschaikowsky", 1840; Staatliches Kastejew-Museum der Künste, Almaty, Kasachstan[1]

Genrebilder
- „Tischler“, 1838 Staatliches Russisches Museum, Sankt Petersburg[1]
- „Kinder des Künstlers“, 1837; Nationales Kunstmuseum der Ukraine, Kiew[2][6]
- „Kinder bauen ein Kartenhaus“, 1837[1]
- „Hirte“, "1830/40er Jahre[1]

Landschaften
- „Kirche des Heiligen Erlösers  in Poltawa“, 1830er Jahre[1]